# 益子家宗
益子 家宗（ましこ いえむね）は、安土桃山時代の武将。下野宇都宮氏の家臣。下野国芳賀郡益子城主。

## 略歴
益子安宗の子として誕生。
父・安宗は宇都宮氏からの独立を果たそうとして反対する重臣らに幽閉されたため、幼くして家督を継いだ。そのため、加藤大隅守や加藤大蔵少輔ら重臣が執政として一族を取り仕切った。
天正9年（1581年）、隣接する笠間城主・笠間綱家と争い、益子の支城である富谷城を結城晴朝の援軍に預け、岩瀬城を加藤大隅守、同大蔵少輔らを守将として笠間勢に備えた。この戦いは2年続き、天正11年（1583年）、結城方からの仲裁を無視して益子に攻め込んだ笠間軍に対して、安宗・結城晴朝の軍がこれを撃破するに至った。同年、家宗は下館の水谷氏からの援軍を受けて、益子領内で笠間方の高塩伊勢守の居城となっていた山本古屋城を落とし、さらに真岡郡西の台に進軍し、芳賀高照ら芳賀軍と戦った。天正13年（1585年）、同盟軍であった結城氏の武将羽石盛長が笠間方に内通したため、その居城田野城を攻め落とした。
しかし、益子氏が譜代家臣でありながら宇都宮一門である笠間氏と数度に渡り争った事に、主君・宇都宮国綱の逆鱗に触れる所となり、主家と対立する。天正17年（1589年）、芳賀高継、多功綱継、塩谷義綱らの宇都宮軍が西明寺城に来襲し城下で激戦となり、遂に敗北し益子領600町の領地は改易となる。家宗は戦死したとも、豊臣秀吉の側近・浅野長政の客将になったともいわれる。益子氏の残党は益子重綱を奉じて、なおも宇都宮氏と対峙を続ける事となった。
慶長5年（1600年）、紀伊国若山で死去。